# پنیمه‌پیسایکلین
پنیمه‌پیسایکلین(به انگلیسی: Penimepicycline) ( INN، همچنین با عنوان مپیسایکلین پنیسیلینات نیز شناخته می‌شود) یک آنتی بیوتیک است. این دارو نمک فنوکسی‌متیل‌پنی‌سیلین از آنتی بیوتیک تتراسایکلینی پیپاسایکلین است. 